# Santa Rosa (Oreamuno)
Santa Rosa – dystrykt w Kostaryce, w kantonie Oreamuno, w prowincji Cartago.

## Historia
Dystrykt Santa Rosa został założony na mocy Acuerdo 1 dnia 4 stycznia 1938 roku. Odłączył się od dystryktu Cipreses.

## Geografia
Santa Rosa ma powierzchnię 149,81 kilometrów kwadratowych i leży na wysokości 2 145 m n.p.m..

## Demografia
Według zliczenia ludności w 2011 roku w dystrykcie Santa Rosa mieszka 2 614 mieszkańców.

## Transport

### Transport drogowy
Przez dystrykt Santa Rosa biegną następujące drogi krajowe:
- Droga krajowa nr 219
- Droga krajowa nr 402